# Zelenkův kopec
Zelenkův kopec je zaniklá dřevěná rozhledna u obce Ústup v okrese Blansko.
Projekt dřevěné rozhledny byl převzat z projektu rozhledny, postavené u nedaleké Olešnice v roce 2004. Jednalo se cca 7 metrovou dřevěnou stavbu šestiúhelníkového tvaru. Na dvě vyhlídkové plošiny se vystupovalo po žebřících. Oficiálně zpřístupněna byla 20. prosince 2006. Na jaře roku 2020 byla rozhledna pro havarijní stav znepřístupněna. Stavba byla odstraněna na jaře 2022.